# Sandra Suruagy
Sandra Maria Suruagy, née le 17 avril 1963 à Maceió, est une joueuse de volley-ball brésilienne.

## Palmarès
- Jeux olympiques
  -  Médaille de bronze en 1996 à Atlanta
  - 6e en 1988 à Séoul
  - 7e en 1984 à Los Angeles